# Club Atlético de Madrid 1980-1981
Questa voce raccoglie le informazioni riguardanti il Club Atlético de Madrid nelle competizioni ufficiali della stagione 1980-1981.

## Stagione
Nella stagione 1980-1981 i colchoneros, allenati da José Luis García Traid, terminano il campionato al terzo posto a soli tre punti dai baschi della Real Sociedad. La stagione è ricordata anche per l'incontro tra Atleti e Real Saragozza in cui l'arbitraggio palesemente di parte contribuì alla sconfitta e alla conseguente perdita di terreno per la lotta al titolo. In Coppa del Re l'Atlético Madrid viene eliminato agli ottavi di finale dai concittadini del Rayo Vallecano.

## Maglie e sponsor
| Manica sinistra · Manica sinistra · Maglietta · Maglietta · Manica destra · Manica destra · Pantaloncini · Calzettoni |

## Rosa
| N. |                    | Ruolo | Calciatore                 |
| -- | ------------------ | ----- | -------------------------- |
| -  | Spagna (bandiera)  | P     | José Navarro Aparicio      |
| -  | Spagna (bandiera)  | P     | José Aguinaga              |
| -  | Spagna (bandiera)  | D     | Balbino                    |
| -  | Uruguay (bandiera) | D     | Eduardo Belza              |
| -  | Spagna (bandiera)  | D     | Juan Jesús González Sierra |
| -  | Spagna (bandiera)  | D     | Julio Alberto Moreno       |
| -  | Spagna (bandiera)  | D     | Marcelino                  |
| -  | Spagna (bandiera)  | D     | Miguel Ángel Ruiz García   |
| -  | Spagna (bandiera)  | C     | Francisco Javier Bermejo   |
| -  | Spagna (bandiera)  | C     | Juan Carlos Arteche        |

| N. |                      | Ruolo | Calciatore                  |
| -- | -------------------- | ----- | --------------------------- |
| -  | Spagna (bandiera)    | C     | Quique Ramos                |
| -  | Brasile (bandiera)   | C     | Dirceu                      |
| -  | Spagna (bandiera)    | C     | Eugenio Leal                |
| -  | Spagna (bandiera)    | C     | Robi                        |
| -  | Argentina (bandiera) | A     | Mario Cabrera               |
| -  | Spagna (bandiera)    | A     | Juan José Rubio             |
| -  | Spagna (bandiera)    | A     | Marcos Alonso Peña          |
| -  | Spagna (bandiera)    | A     | Julián Antonio López García |
| -  | Spagna (bandiera)    | A     | Manuel Villalba             |
| -  | Spagna (bandiera)    | A     | Rubén Cano ()               |

## Risultati

### Primera División

#### Girone d'andata
| Arbitro: | Juan Andújar Oliver |

|                                           |           |                           |
| Rubio 4’ Cabrera 10’, 20’, 80’ Dirceu 40’ | Marcatori | 28’ (rig.) Gail 35’ Rusky |

| Arbitro: | Ildefonso Urizar Azpitarte |

|           |           |               |
| Julio 53’ | Marcatori | 2’ J. Alberto |

| Arbitro: | Luis Jaramillo González |

|                       |           |            |
| Rubio 30’ Cabrera 71’ | Marcatori | 74’ Tarrés |

| Arbitro: | Antonio Tomeo Palanques |

|                                  |           |                      |
| Julio 36’ Kortabarría 71’ (rig.) | Marcatori | 25’ Dirceu 34’ Rubio |

| Arbitro: | Joaquín Ramos Marcos |

|                                |           |          |
| Marcelino 60’ Rubio 87’ (rig.) | Marcatori | 55’ Dani |

| Arbitro: | Raúl García De Loza |

|  |           |          |
|  | Marcatori | 38’ Cano |

| Arbitro: | José Merino González |

|                       |           |  |
| Marcos 60’ Dirceu 88’ | Marcatori |  |

| Arbitro: | Jesús Ausocúa Sanz |

|              |           |               |
| Kustudić 40’ | Marcatori | 27’, 35’ Cano |

| Arbitro: | Felipe Crespo Aurre |

|                       |           |                   |
| Cabrera 66’ Rubio 77’ | Marcatori | 90’ García Murcia |

| Arbitro: | Manuel Álvarez Margüenda |

|                                               |           |                |
| Asensi 14’ Quini 17’, 63’ (rig.) Simonsen 68’ | Marcatori | 31’, 67’ Rubio |

| Arbitro: | José Luis García Carrión |

|            |           |  |
| Dirceu 22’ | Marcatori |  |

| Arbitro: | Antonio Jiménez Sánchez |

|          |           |            |
| Báez 52’ | Marcatori | 70’ Dirceu |

| Madrid 30 novembre 1980 13ª giornata | Atlético Madrid         | 0 – 0 referto | Sporting Gijón | Vicente Calderón\| Arbitro: \| José María Miguel Pérez \| |
| Arbitro:                             | José María Miguel Pérez |               |                |                                                           |

| Arbitro: | Victoriano Sánchez Arminio |

|  |           |          |
|  | Marcatori | 52’ Cano |

| Arbitro: | Manuel Álvarez Margüenda |

|                          |           |                 |
| Ruiz 12’ Dirceu 54’, 72’ | Marcatori | 20’ Castellanos |

| Arbitro: | Victoriano Sánchez Arminio |

|                                       |           |             |
| Quique 45’ Cano 62’ Dirceu 68’ (rig.) | Marcatori | 37’ Juanito |

| Pamplona 28 dicembre 1980 17ª giornata | Osasuna                      | 0 – 0 referto | Atlético Madrid | El Sadar\| Arbitro: \| José María Enríquez Negreira \| |
| Arbitro:                               | José María Enríquez Negreira |               |                 |                                                        |

#### Girone di ritorno
| Arbitro: | Juan Andújar Oliver |

|  |           |                     |
|  | Marcatori | 58’ Cano 81’ Sierra |

| Arbitro: | Joaquín Urío Velázquez |

|                            |           |                                 |
| Cano 67’ Dirceu 85’ (rig.) | Marcatori | 67’ (aut.) J. Alberto 75’ Juani |

| Arbitro: | Luis Jaramillo González |

|                        |           |            |
| Camacho 60’ Cabral 76’ | Marcatori | 58’ Sierra |

| Arbitro: | José Merino González |

|                      |           |  |
| Arteche 22’ Ruiz 40’ | Marcatori |  |

| Arbitro: | José Donato Pes Pérez |

|                             |           |                 |
| Argote 7’ Dani 13’ Sola 68’ | Marcatori | 90’ (rig.) Cano |

| Arbitro: | Ernesto De Burgos Núñez |

|  |           |                                |
|  | Marcatori | 30’, 66’ Morán 71’, 80’ Diarte |

| Arbitro: | Victoriano Sánchez Arminio |

|           |           |                 |
| López 62’ | Marcatori | 68’ (rig.) Cano |

| Arbitro: | Ildefonso Urizar Azpitarte |

|          |           |  |
| Ruiz 44’ | Marcatori |  |

| Arbitro: | Joaquín Urío Velázquez |

|  |           |                          |
|  | Marcatori | 29’ Marcos 90’ L. García |

| Arbitro: | Victoriano Sánchez Arminio |

|            |           |  |
| Marcos 19’ | Marcatori |  |

| Arbitro: | Emilio Carlos Guruceta Muro |

|                                 |           |  |
| Marañón 56’ (rig.) Martínez 65’ | Marcatori |  |

| Arbitro: | Benito Alfonso Condón Uriz |

|          |           |               |
| Ruiz 38’ | Marcatori | 62’ Corominas |

| Arbitro: | Manuel Fandos Hernández |

|                                         |           |  |
| Cundi 48’ Maceda 61’ Ferrero 78’ (rig.) | Marcatori |  |

| Arbitro: | Manuel Álvarez Margüenda |

|         |           |                        |
| Ruiz 9’ | Marcatori | 70’ Alonso 86’ Valdano |

| Arbitro: | Victoriano Sánchez Arminio |

|            |           |           |
| Felman 31’ | Marcatori | 75’ Rubio |

| Arbitro: | Ildefonso Urizar Azpitarte |

|                                 |           |  |
| Santillana 15’ G. Hernández 65’ | Marcatori |  |

| Albacete 26 aprile 1981 34ª giornata | Atlético Madrid      | 0 – 0 referto | Osasuna | Carlos Belmonte\| Arbitro: \| Joaquín Ramos Marcos \| |
| Arbitro:                             | Joaquín Ramos Marcos |               |         |                                                       |

### Coppa del Re
| Arbitro: | Antonio Borrás Del Barrio |

|  |           |                  |
|  | Marcatori | 25’, 30’ Cabrera |

| Arbitro: | Antonio Martín Navarrete |

|             |           |  |
| Cabrera 37’ | Marcatori |  |

| Arbitro: | Juan Senén Acebal Pezón |

|           |           |                            |
| Rueda 75’ | Marcatori | 15’, 57’ Cabrera 48’ Román |

| Arbitro: | Luis Jaramillo González |

|            |           |  |
| Cabrera 4’ | Marcatori |  |

| Oviedo 6 gennaio 1981 Terzo Turno - Andata | Real Oviedo             | 0 – 0 referto | Atlético Madrid | Carlos Tartiere\| Arbitro: \| Antonio Tomeo Palanques \| |
| Arbitro:                                   | Antonio Tomeo Palanques |               |                 |                                                          |

| Arbitro: | José Luis García Carrión |

|                          |           |  |
| Dirceu 60’, 90’ Cano 83’ | Marcatori |  |

| Arbitro: | José Luis García Carrión |

|                              |           |  |
| Fraile 4’ Paco 7’ Robles 23’ | Marcatori |  |

| Arbitro: | Ildefonso Urizar Azpitarte |

|                       |           |  |
| Marcos 44’ Quique 52’ | Marcatori |  |

## Statistiche

### Statistiche di squadra
| Competizione     | Punti | Totale | Totale | Totale | Totale | Totale | Totale | DR  |
| Competizione     | Punti | G      | V      | N      | P      | Gf     | Gs     | DR  |
| ---------------- | ----- | ------ | ------ | ------ | ------ | ------ | ------ | --- |
| Primera División | 42    | 34     | 16     | 18     | 8      | 46     | 39     | +7  |
| Coppa del Re     | -     | 8      | 6      | 1      | 1      | 12     | 4      | +8  |
| Totale           | -     | 44     | 22     | 19     | 9      | 58     | 43     | +15 |